# Risiocnemis antoniae
Risiocnemis antoniae är en trollsländeart som beskrevs av Gassman och Hämäläinen 2002. Risiocnemis antoniae ingår i släktet Risiocnemis och familjen flodflicksländor. IUCN kategoriserar arten globalt som starkt hotad. Inga underarter finns listade i Catalogue of Life.